# Ignacy Pantaleon Kossowski
Ignacy Pantaleon Kossowski herbu Jelita – cześnik chęciński w 1783 roku, łowczy chęciński w latach 1776–1783, wojski większy chęciński w latach 1765–1776, miecznik chęciński w latach 1759–1765.

## Życiorys
Był członkiem konfederacji generalnej 1764 roku. W 1764 roku jako sędzia kapturowy województwa sandomierskiego był elektorem Stanisława Augusta Poniatowskiego z województwa sandomierskiego. Był komisarzem Sejmu Czteroletniego z powiatu chęcińskiego województwa sandomierskiego do szacowania intrat dóbr ziemskich w 1789 roku.